# Народен глас (1943)
Вижте пояснителната страница за други значения на Народен глас.
„Народен глас“ е месечен вестник на комунистическата съпротива във Вардарска Македония, орган на Трети областен комитет на Комунистическата партия на Македония.
Започва да се издава през юли 1943 година в планината Гламник над село Шешково и базата Църквище между селата Драгожел, Куманичево и Боянчище. Техниката на вестника се ръководи от Ристо Джунов, а сътрудници на вестника са Иван Мазов, Никола Минчев, Борко Темелковски, Мито Хадживасилев и други. Печата се в тираж 200-300 броя на техника на третия областен комитет на МКП.